# هاري إليوت
هاري إليوت (بالإنجليزية: Harry Elliot)‏ (و. 1920 – 2009 م) هو فيزيائي من المملكة المتحدة .
وكان عضواً في الجمعية الملكية .

## الخدمة العسكرية
خدم في سلاح الجو الملكي.

## جوائز
حصل على جوائز منها:
- زمالة الجمعية الملكية
- قائد وسام الامبراطورية البريطانية.